# Kata Kánya
Kata Kánya (anhörenⓘ * 11. August 1953 in Budapest) ist eine ungarische Schauspielerin und Moderatorin.

## Leben
Kata Kánya wuchs in Budapest auf, wo sie bis heute lebt.
Nach ihrem Schulabschluss absolvierte sie ihre Schauspielausbildung an der Universität für Theater und Filmkunst Budapest. Als Bühnendarstellerin wirkte sie an verschiedenen Theaterhäusern in ganz Ungarn in zahlreichen Theaterstücken mit, wie beispielsweise in Faust. Eine Tragödie. Als Schauspielerin vor der Kamera wirkte sie von 1970 bis 2005 in mehr als 30 Film- und Fernsehproduktionen mit, darunter auch in dem in der DDR produzierten DEFA-Film Fahrschule.
Seit den 1990er-Jahren tritt sie als Schauspielerin nur noch sporadisch auf und ist seitdem hauptsächlich als Moderatorin im ungarischen Fernsehen tätig. Sie moderierte im Laufe der Jahre zahlreiche Fernsehshows.
Kata Kánya war zweimal verheiratet. Aus ihrer ersten Ehe mit dem Segler György Wossala (* 1941) hat sie eine Tochter (* 1984). Ihre zweite Ehe mit dem Schauspieler und Regisseur Istvan Verebes (* 1948) blieb kinderlos.

## Filmografie (Auswahl)
- 1975: Zu Beginn der Zeiten
- 1976: Das Känguru
- 1976: Niemandskind
- 1976: Kantor fahndet (5-teilige Miniserie)
- 1980: Kojak Budapesten
- 1982: Daniel (Miniserie)
- 1986: Fahrschule